# Marina Bay Sands
Marina Bay Sands je hotelový resort před singapurskou zátokou Marina Bay, vlastněný korporací Las Vegan Sands. Komplex byl otevřen v roce 2010 a v té době šlo o nejdražší samostatně stojící kasinovo-hotelový resort světa. Komplex zahrnuje hotel s 2561 pokoji skládající se ze tří věží, kongresové centrum, obchodní centrum, muzeum, restaurace či kasino. Na špičce věží je objekt zakončen a propojen 340 metrů dlouhou „lávkou", na které jsou zahrady, restaurace, vyhlídka a 150 m dlouhý „nekonečný" bazén nacházející se na konzole která vyčnívá 67 metrů mimo věž. Nejvyšší bod celého komplexu dosahuje výšky 206,9 metrů. Za návrhem stojí izraelsko-kanadský architekt Moše Safdie a jeho ateliér.